# マーキュリー・ライジング
『マーキュリー・ライジング』 (Mercury Rising) は、ブルース・ウィリス主演の1998年制作のアメリカ映画である。

## あらすじ
FBIシカゴ支局のアート・ジェフリーズ特別捜査官は潜入捜査のベテランである。自ら潜入していた過激な民兵の一味が銀行にて人質立てこもり事件を起こした際、アートの警告を無視してFBIが強行突入をした結果、銃撃戦が起こったためメンバーの一員だった少年が射殺される。アートは怒りから強行突入を命令した上司のハートリーを殴ってしまい、罰としてポジションを外され、一般事件の捜査に配置換えされる。
所轄警察署の要請で、アートは無理心中事件に臨場する。だが、アートは無理心中ではなく「何者かによる殺人事件」と断定。殺された夫婦の息子で、押入れから発見された自閉症児のサイモンを入院させ、所轄署に保護を命じた。しかし、アートが病院を訪れると、警察官は引き上げていた。異変を察知したアートはサイモンを連れて病院を出ようとするが、医師に扮した暗殺要員ピーターが二人を追いかけてくる。
銃撃戦の末に病院から脱出したアートとサイモンは、パズルの本を開く。そのパズルは、NSAのニコラス・クドロー率いる開発チームが作り出した暗号システム「マーキュリー」であり、本来なら誰も解くことのできないものだった。それを最終チェックとして、クドローの部下レオとディーンが無断で一般雑誌に掲載したところ、サイモンが解読してしまっていた。解読されたということは暗号システム開発プロジェクトの失敗を意味するため、出世を目指すクドローはそれを隠蔽しようとし、サイモンはクドロー配下の暗殺要員から命を狙われていたのだった。
アートは同僚のトミーに協力を依頼して、サイモンを連れて彼の自宅に戻る。サイモンは自宅の電話からレオとディーンの元に電話をかけ、二人はアートにマーキュリーを用いた伝言を残す。アートはサイモンが解読したマーキュリーからディーンとの接触場所に向かい、彼からクドローの策謀を伝えられる。しかし、そこにピーターが現れディーンを射殺する。アートは街で出会ったステイシーにサイモンの保護を頼み、トミーに証人保護プログラムをサイモンに適用して安全を確保するように依頼する。一方、レオは恋人のエミリーの協力を得てクドローを上院監視委員会に告発しようとするが、告発文を作成した直後にピーターに射殺される。
エミリーから告発文の写真を受け取ったアートはクドローの元に乗り込み、「告発文と引き換えにサイモンがマーキュリーを解読したことを公表しろ」と取引を持ちかける。クドローはアートとトミーの通話を盗聴して居場所を突き止め、FBIのハートリー主任を言いくるめてアートを逮捕しようと目論む。ハートリーはクドローに協力しようとするが、トミーから告発文の写真を受け取り、サイモンを保護しようとする。
ステイシーはサイモンを連れてヘリコプターに乗り込もうとするが、そこに担当官を名乗るクドローが現れてサイモンを連れて行く。クドローがヘリコプターに乗り込もうとしたところにFBIの捜査官たちが現れ、ピーターと銃撃戦になる。操縦士に扮していたアートがサイモンを取り戻そうとしてクドローと揉み合いになるが無事に取り戻し、ピーターはヘリコプターの風圧で割れたガラス窓の破片を浴びて重傷を負う。クドローはサイモンを奪い返そうとするが、アートに撃たれてビルの屋上から転落する。
事件の解決後、アートはサイモンにプレゼントを渡すために施設を訪れるが、「きっと、サイモンは自分のことを覚えてはいない」として面会を避けようとするが、職員の勧めでサイモンと面会する。サイモンはアートが訪れたことを喜び、彼と抱き合う。

## 登場人物
アート・ジェフリーズ
演 - ブルース・ウィリス
FBIシカゴ支局の特別捜査官。潜入捜査のベテランでもある。子供に優しい。
ニコラス・クドロー
演 - アレック・ボールドウィン
NSAの職員。中佐。
サイモン・リンチ
演 - ミコ・ヒューズ
自閉症児。9歳。偶然、パズルを解いてしまったことでクドローたちに狙われてしまう。両親を殺害されたものの、自分は隠れたことで命拾いするが事件のショックで病院に入院する。
“トミー”トーマス・ジョーダン
演 - シャイ・マクブライド
アートの同僚。妻と息子がいる。敵組織の大きさから積極的になれない所もあるがそれでもアートの役に立とうと動いてくれる。
ピーター・バーレル
演 - L.L.ギンター
殺し屋。サイモンの両親を殺害する。それなりに変装術を持っている。
ステイシー
演 - キム・ディケンズ
アートがカフェで出会った女性。全くの無関係者だがアートにサイモンの子守を頼まれたことで巻き込まれる。弟がいる。
レオ・ペドランスキー
演 - ボッジ・パイン・エルフマン
クドローの部下。クドローの部下であり極めて分かりにくいものだったとはいえ、雑誌に暗号システムを載せるなど短慮であり、それが事件の発端になったほどだが悪人ではなく、むしろクドローの悪事を批判する善良な人物。アートの役に立とうと動くがピーターに殺害される。その後、恋人のエミリーが後を引き継ぐようにアートに協力するようになる。
ディーン・クランデル
演 - ロバート・スタントン
クドローの部下。クドローの部下であり極めて分かりにくいものだったとはいえ、雑誌に暗号システムを載せるなど短慮であり、それが事件の発端になったほどだが悪人ではなく、むしろクドローの悪事を批判する善良な人物。事件の真相を話すために暗号などを持ちてアートとの接触をはかり、直接会うことに成功する。しかし、話している途中でピーターに殺害されてしまう。
ローマックス
演 - ケヴィン・コンウェイ
アートの上司。
ハートリー
演 - ジョン・ドーマン
主任。アートの上司。
エミリー・ラング
演 - キャリー・プレストン
レオの恋人。NSAの職員。レオが殺されたあとは彼の遺志を引き継ぐようにアートに協力する。

## キャスト
| 役名                           | 俳優                       | 日本語吹替 | 日本語吹替                                                                                    | 日本語吹替 |
| 役名                           | 俳優                       | ソフト版   | テレビ朝日版                                                                                  |            |
| ------------------------------ | -------------------------- | ---------- | --------------------------------------------------------------------------------------------- | ---------- |
| アート・ジェフリーズ           | ブルース・ウィリス         | 谷口節     | 野沢那智                                                                                      |            |
| ニコラス・クドロー             | アレック・ボールドウィン   | 江原正士   | 菅生隆之                                                                                      |            |
| サイモン・リンチ               | ミコ・ヒューズ             | 大谷育江   | 矢島晶子                                                                                      |            |
| “トミー”トーマス・ジョーダン   | シャイ・マクブライド       | 廣田行生   | 辻親八                                                                                        |            |
| ステイシー                     | キム・ディケンズ           | 山像かおり | 安達忍                                                                                        |            |
| レオ・ペドランスキー           | ボッジ・パイン・エルフマン | 諸角憲一   | 藤原啓治                                                                                      |            |
| ディーン・クランデル           | ロバート・スタントン       | 後藤敦     | 大滝寛                                                                                        |            |
| エミリー・ラング               | キャリー・プレストン       |            | 湯屋敦子                                                                                      |            |
| ピーター・バーレル             | L.L.ギンター               | 大友龍三郎 | 岩崎ひろし                                                                                    |            |
| ローマックス                   | ケヴィン・コンウェイ       | 小島敏彦   | 麦人                                                                                          |            |
| ステイズ                       | ピーター・ストーメア       | 天田益男   | 小室正幸                                                                                      |            |
| マーティン・リンチ             | ジョン・キャロル・リンチ   | 幹本雄之   | 立木文彦                                                                                      |            |
| ジェニー・リンチ               | ケリー・ヘイゼン           | 叶木翔子   |                                                                                               |            |
| ニコルズ刑事                   | ジャック・コンレー         | 田中正彦   | 秋元羊介                                                                                      |            |
| ハートリー主任                 | ジョン・ドーマン           | 幹本雄之   | 小島敏彦                                                                                      |            |
| SWATチームリーダー・フランシス | ジェームズ・マクドナルド   | 田中正彦   | 小室正幸                                                                                      |            |
| エドガー・ハルストロム         | リチャード・リール         | 天田益男   | 島香裕                                                                                        |            |
| ロンドン先生                   | カムリン・マンハイム       |            |                                                                                               |            |
| テッド（クドロー家警備）       | ティム・グリム             |            |                                                                                               |            |
| 救急隊員                       | トム・ギャロップ           |            |                                                                                               |            |
| 役不明又はその他               |                            | 茶風林     | 竹村叔子 後藤哲夫 斎賀みつき 津田真澄 藤貴子 久保田民絵 小野塚貴志 斉藤次郎 高森奈緒 浅井清己 |            |
|                                |                            |            |                                                                                               |            |
| 翻訳                           |                            | 平田勝茂   | 徐賀世子                                                                                      |            |
| 演出                           |                            |            | 木村絵理子                                                                                    |            |
| 調整                           |                            |            | 田中和成                                                                                      |            |
| 効果                           |                            |            | リレーション                                                                                  |            |
| 制作                           |                            |            | 東北新社                                                                                      |            |
| 初回放送                       |                            |            | 2001年4月15日 『日曜洋画劇場』 正味96分                                                       |            |

## スタッフ
- 監督：ハロルド・ベッカー
- 脚本：ローレンス・コナー、マーク・ローゼンタール
- 原作：ライン・ダグラス・ピアソン